# Ола
О́ла — посёлок городского типа в Магаданской области России. Административный центр Ольского района и соответствующего ему муниципального округа.
Население — 5704 чел. (2024).

## География
Расположен в 33 км к востоку от Магадана, в устье реки Олы, на побережье Тауйской губы Охотского моря.

## История
Населённый пункт основан в 1716 году.
4 января 1926 года Ола стала центром нового района. Председателем райисполкома был назначен М. Д. Петров, член ВКП(б). В это время через Олу отправляются на Колыму старатели, прослышавшие о золоте.
В начале 1928 года население посёлка резко увеличилось в связи с золотой лихорадкой на Колыме, что привело к нехватке продовольствия, и в Оле начался голод.
В сборнике рассказов Варлама Шаламова «Перчатка, или КР-2» есть рассказ «Путешествие на Олу»:

На третий день поступила заявка на фельдшеров для Олы, национального района, где государственная власть оберегала население от арестантского потока — многомиллионный поток шёл мимо, на север по колымской трассе. Побережье — Арман, Ола, посёлки, в которых останавливались если не Колумб, то Эрик Рыжий, были известны с древности на побережье Охотском.

Статус посёлка городского типа — с 1957 года.
В 1931 году был создан колхоз «Путь Севера», строится первая семилетняя школа. В 1935 году была построена новая школа. В 1937 году организован дальстроевский совхоз «Ола». В дальнейшем построены взлетно-посадочная полоса, Ольский рыбокомбинат, птицефермы, завод стройматериалов, историко-краеведческий музей, Дворец культуры, кинотеатр и другие объекты.
В 1960 году была создана Областная опытная сельскохозяйственная станция (на базе Ольского совхоза).
В 2022 году в п. Ола открыто новое здание местной средней школы на 800 учебных мест.

## Достопримечательности
Главная достопримечательность Ольского района - Магаданский заповедник (884 000 га) с богатой флорой (608 видов растений) и фауной: 41 вид млекопитающих, 210 видов птиц, 2 вида земноводных и 32 вида рыбы. В прибрежных водах встречаются киты и касатки. Интересен вулкан Маякан с тремя озёрами.
Ольский музей был открыт 27 апреля 1976 года в связи с 50-летием Ольского района, начав свою деятельность с 826 экспонатами, и с начала 1990-х годов располагается в здании Дома пионеров. В настоящее время находится свыше 5 000 экспонатов основного и научно-вспомогательного фонда.
Стела, обозначающая место высадки Первой Колымской геологической экспедиции под руководством Ю.А. Билибина, находится в 4 км от посёлка Ола на берегу реки Нюкля.

## Население
| 1924  | 1926  | 1939  | 1959  | 1970  | 1979  | 1989    |
| ----- | ----- | ----- | ----- | ----- | ----- | ------- |
| 827   | ↘193  | ↗677  | ↗3842 | ↗6295 | ↗8223 | ↗10 122 |
| 2002  | 2009  | 2010  | 2011  | 2012  | 2013  | 2014    |
| ↘6842 | ↘6363 | ↘6215 | ↘6214 | ↗6233 | ↘6194 | ↘6175   |
| 2015  | 2016  | 2017  | 2018  | 2019  | 2020  | 2021    |
| ↗6191 | ↗6205 | ↗6229 | ↗6257 | ↘6117 | ↘6070 | ↘5704   |
| 2023  | 2024  |       |       |       |       |         |
| ↘5643 | ↗5704 |       |       |       |       |         |

## Климат
На Оле суровый субарктический климат.
- Среднегодовая температура воздуха — −5,0 °C
- Относительная влажность воздуха — 77,0 %
- Средняя скорость ветра — 4,3 м/с

| Показатель                            | Янв.  | Фев.  | Март  | Апр. | Май  | Июнь | Июль | Авг. | Сен. | Окт. | Нояб. | Дек.  | Год |
| ------------------------------------- | ----- | ----- | ----- | ---- | ---- | ---- | ---- | ---- | ---- | ---- | ----- | ----- | --- |
| Средняя температура, °C               | −19,8 | −20,3 | −15,9 | −7,6 | −0,3 | 7,2  | 11,5 | 10,9 | 5,8  | −2,5 | −12,3 | −17,3 | −5  |
| Источник: NASA. База данных RETScreen |       |       |       |      |      |      |      |      |      |      |       |       |     |